# Колатсельга
Ко́латсе́льга (карел. Kolatselgy, фин. Kolatselkä) — село в составе Ведлозерского сельского поселения Пряжинского национального района Республики Карелия.

## Общие сведения
Расположено на берегу озера Тулмозеро (карел. Tulomdjärvi, фин. Tulemajärvi). Находится на пересечении реки Колласйоки с трассой А121. В четырёх километрах на север (в направлении Соны и Пийтсиёки) находятся Колатсельгские штольни.
В октябре 2004 года село стало административным центром образованного Колатсельгского сельского поселения. При этом в Колатсельгское сельское поселение ошибочно была включена деревня Кясняселькя Суоярвского района. 2 мая 2005 года Колатсельгское сельское поселение было ликвидировано, а населённые пункты поселения, кроме деревни Кясняселькя, вошли в состав Ведлозерского сельского поселения.

## Памятники истории
В селе находятся памятники истории:
- Две братские могилы советских воинов и подпольщиков, погибших в годы Советско-финляндской (1939—1940) и Великой Отечественной войны. В могилах захоронены 500 человек, основную часть захороненных составляют воины 7-й армии Карельского фронта. Среди захороненных — Герой Советского Союза Д. И. Ракус, подпольщица-разведчица Татьяна Афанасьевна Ананина (1918—1942), расстрелянная финскими оккупантами[5][6].
- Разрушенный корпус Тулмозерского чугуноплавильного завода[7].

## Памятники природы
В 15 км на северо-восток от села расположен государственный региональный болотный памятник природы — Болото Посадско-Наровожское площадью 1120,8 га, крупная система слившихся болотных массивов, ценный ягодник клюквы.
В 18 км на северо-восток от села расположен государственный региональный болотный памятник природы — Болото Посадско-Наровожское IX площадью 870,0 га, ценный ягодник клюквы.
В 12 км на северо-восток от села расположен государственный региональный болотный памятник природы — Болото Посадско-Наровожское XI площадью 2082,0 га, ценный ягодник клюквы.

## Население
| 2002 | 2009 | 2010 | 2013 |
| ---- | ---- | ---- | ---- |
| 192  | ↘123 | ↘114 | ↘99  |

## Известные уроженцы
- Ющиев, Николай Александрович (1895—1938) — советский государственный и партийный деятель.